# هيرويوكي كوباياشي (مطور ألعاب فيديو)
هيرويوكي كوباياشي (باليابانية: 小林裕幸؛ بالكانا: こばやし ひろゆき) هو مطور ألعاب فيديو ‏ ياباني، ولد في 12 أغسطس 1972 في ناغويا في اليابان.

## وصلات خارجية
- هيرويوكي كوباياشي على موقع IMDb (الإنجليزية)
- هيرويوكي كوباياشي على موقع ANN person (الإنجليزية)